# Pässinkari (ö i Egentliga Finland)
Pässinkari är en ö i Finland. Den ligger i Skärgårdshavet och i kommunen Gustavs i den ekonomiska regionen  Nystadsregionen i landskapet Egentliga Finland, i den sydvästra delen av landet. Ön ligger omkring 53 kilometer väster om Åbo och omkring 200 kilometer väster om Helsingfors.
Öns area är 1,7 hektar och dess största längd är 260 meter i nord-sydlig riktning. I omgivningarna runt Pässinkari växer i huvudsak barrskog.